# Museu Noordbrabants
O Museu Noordbrabants é um museu de arte em 's-Hertogenbosch, na Holanda.

## História
Het Provinciaal Genootschap van Kunsten en Wetenschappen in Noord-Brabant (a sociedade provincial de artes e ciências) foi fundada em 1836. Alguns dos membros fundadores foram o governador de Brabante do Norte, o barão Andreas van den Bogaerde van Terbrugge, cujo retrato está no hall do museu, e o Dr. CR Hermans, presidente da escola de latim de 's-Hertogenbosch . A sociedade logo tinha mais de 250 membros. O objetivo da sociedade era a promoção das artes e das ciências. Criou nesse contexto uma biblioteca, com apoio do governo da província.

### Biblioteca da sociedade
A primeira localização da biblioteca da Sociedade Provincial de Artes e Ciências foi o primeiro andar da Escola de Latim na Papenhorst.  A sociedade ficou famosa por esta biblioteca, que incluía manuscritos, mas também algumas coleções de moedas e curiosidades. Em 1855 a sociedade mudou-se para os andares superiores do novo edifício da escola. Isso proporcionou uma acomodação adequada, não apenas para a biblioteca, mas também para outros trabalhos da sociedade.  Em 1868, a sociedade foi forçada a se mudar para acomodações novas, mas menos adequadas, no andar superior do salão Butter no mercado. 

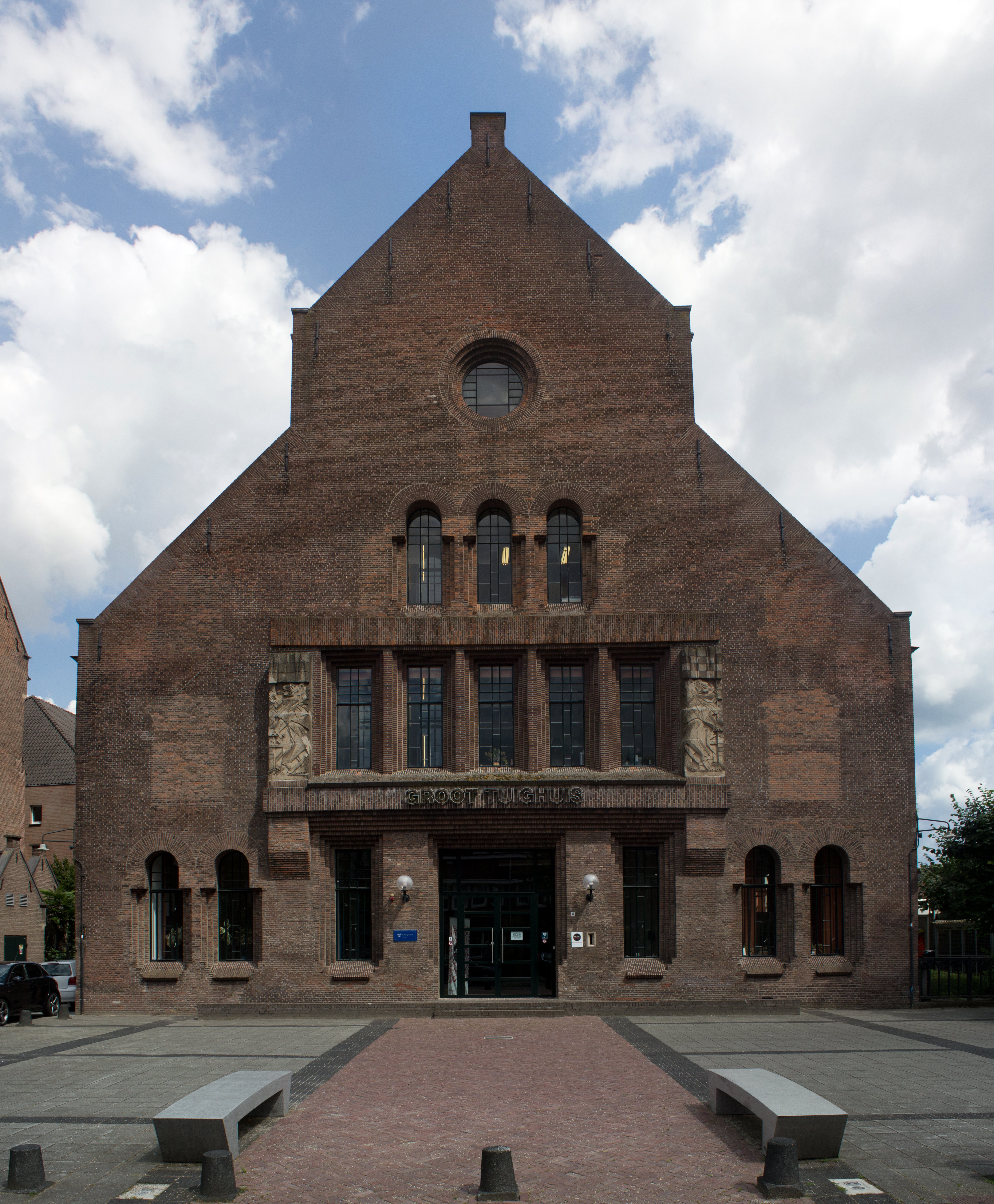
Groot Tuighuis

### Criação do Museu
Em 1919, um legado de 110.000 florins, feito por C.P.D. Pape, deu à sociedade os meios para realizar sua ambição de criar um  museu. Começou a procurar um prédio e encontrou o Grande Arsenal (Groot Tuighuis), que havia sido deixado pelos militares holandeses após a Primeira Guerra Mundial. 
O Grande Arsenal era a antiga igreja de St. James que foi transformada em estábulo, arsenal e, finalmente, quartel. As autoridades concordaram em entregá-lo por um pequeno arrendamento de 200 florins, desde que Oscar Leeuw, arquiteto do Museu Kam em Nijmegen, o mudasse para um edifício adequado.  O contrato foi assinado em 1924, e em 1925 foi inaugurado o 'Museu Central Noord Brabantsch'.